# Most Sobieszewski
Most Sobieszewski – nieistniejący most pontonowy w Gdańsku Sobieszewie na Martwej Wiśle, w ciągu drogi wojewódzkiej nr 501, łączący Wyspę Sobieszewską z Wiślinką.
Został zbudowany niedługo po II wojnie światowej dla celów wojskowych w pobliskim Kiezmarku, a w 1973 r. podzielono go na dwa odcinki i przeniesiono do Drewnicy i Sobieszewa. 10 listopada 2018 został zastąpiony mostem zwodzonym nazwanym mostem 100-lecia Odzyskania Niepodległości Polski.
Był to most pontonowy o 9 przęsłach (środkowe przęsło było ruchome i umożliwiało żeglugę po Martwej Wiśle) i nośności do 30 ton (15 ton przed remontem). Most miał 150 metrów długości.
Katastrofalny stan techniczny mostu oraz jego anachroniczność wobec współczesnych warunków transportu osobowego i komunikacji publicznej spowodował zastąpienie go ruchomą przeprawą mostową.
W 2013 został przeprowadzony remont generalny mostu, w wyniku którego most był przejezdny i czynny przez całą dobę, 7 dni w tygodniu.
Po remoncie nie był on zamykany w czasie niepogody ani w czasie cofki z morza. Mogły po nim jeździć wszystkie samochody do 30 ton, w tym autobusy i autokary turystyczne. Przejazd przez most Sobieszewski był bezpłatny. Przed zwiększeniem jego nośności autobus, który przejeżdżał przez most, nie mógł przewozić pasażerów, dla których zabrakło miejsc siedzących.

## Nowy most
W 2005 roku władze Gdańska zapowiedziały budowę nowego, niskowodnego mostu stałego ze zwodzonymi przęsłami, o nośności 50 ton; termin budowy określono na lata 2007–2009. W 2009 roku termin ten przesunięto.
Przetarg na budowę nowego mostu ogłoszono 31 marca 2016. Jego zwycięzcą zostało konsorcjum firm Metrostav (lider) wraz z Vistal Gdynia i Vistal Infrastructure, które zaoferowały budowę mostu za 57,1 mln zł, podczas gdy miasto zaplanowało na ten cel 71 mln zł. Zwycięskie konsorcjum udzieliło 60-miesięcznej gwarancji wobec wymaganej przez zamawiającego gwarancji 36-miesięcznej.

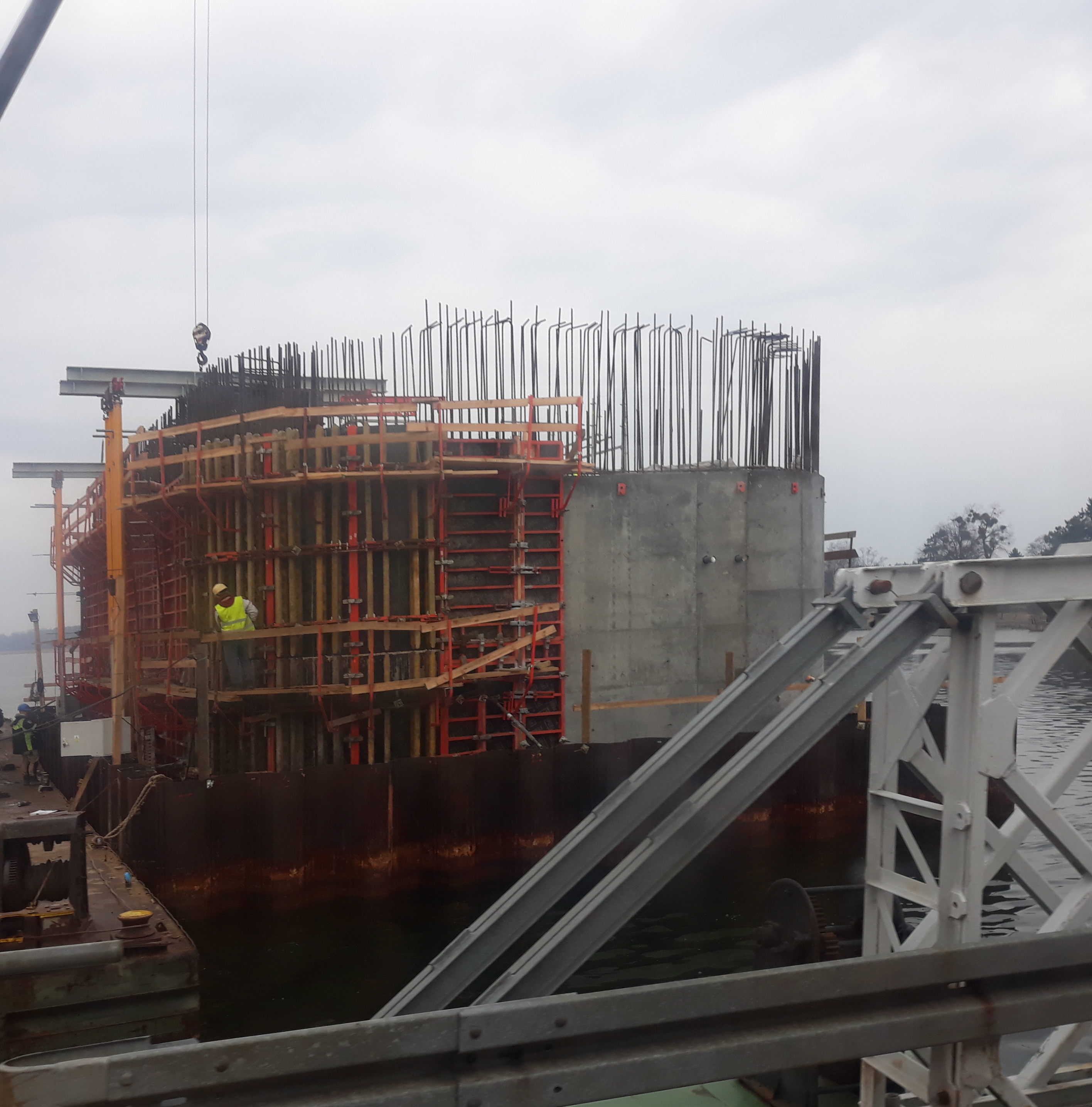
Budowa mostu zwodzonego, kwiecień 2018

Nowy most jest mostem zwodzonym. Oba przęsła otwierają się w 2 minuty. zawieszona ok. 5 m nad lustrem wody konstrukcja ma 173 metry długości, ze skrzydłami 181,5 m. Łączna rozpiętość przęseł zwodzonych to 59,50 m, szerokość ustroju niosącego – 14,92 m, w tym jezdni 7 m, jednostronnego chodnika 2 m, drogi rowerowej 2,4 m. Inwestycja obejmuje też budowę odcinka drogi o długości 900 m oraz budynku obsługi mostu. 5 maja 2018 specjalny dźwig pływający, tzw. Goliat, dokonywał montażu 25-metrowych belek stałych (dojazdowych) przęseł mostu o masie 25 t każda.
Symboliczne wbicie pierwszej łopaty nastąpiło we wrześniu 2016, ale faktyczne rozpoczęcie prac budowlanych nastąpiło w styczniu 2017. Przewidywany pierwotnie termin zakończenia prac budowlanych upływał w końcu roku 2017, ale został przesunięty na 30 kwietnia 2018. Przyczyniły się do tego m.in. trudności finansowe jednego z wykonawców (Vistal Gdynia), który w październiku 2017 złożył wniosek o upadłość, a 5 lutego 2018 wycofał się z realizacji inwestycji, co oznaczało kolejne opóźnienia w realizacji budowy, którą ostatecznie ukończył czeski Metrostav. 20 czerwca 2018 wykonawca planował zakończenie budowy konstrukcji w Gdyni, po czym 12 lipca 2018 elementy mostu zostały przetransportowane barką na Wyspę Sobieszewską w celu montażu głównej konstrukcji mostu, przęseł i mechanizmów służących do podnoszenia. Ten najbardziej skomplikowany i widowiskowy etap budowy mostu (montaż 320-tonowych przęseł zwodzonych) miał miejsce od 16 do 19 lipca 2018 (od strony Sobieszewa) i od 23 do 26 lipca 2018 (od strony Wiślinki).
W maju 2016 rząd przyznał dofinansowanie na realizację I etapu inwestycji w kwocie 16,6 mln zł, a w czerwcu 2017 przyznał kolejne 11 mln zł na kontynuację prac.
We wrześniu 2017 prezydent Gdańska przedstawił propozycję nazwania nowego mostu imieniem 100-lecia Niepodległości Rzeczypospolitej (względnie w formach „Most Stulecia Niepodległości” lub „Most Niepodległości”).
Podawany jako ostatni termin zakończenia budowy w końcu września 2018 nie został dotrzymany; w tym czasie rozpoczęto próby obciążeniowe mostu. 7 listopada 2018 nowy most przeszedł kontrolę nadzoru budowlanego i został otwarty 10 listopada 2018 jako most 100-lecia Odzyskania Niepodległości Polski.